# Palacio de Justicia del Condado de Benzie
El Palacio de Justicia del Condado de Benzie (en inglés Benzie County Courthouse) es un antiguo palacio de justicia histórico en Beulah, una ciudad en el estado de Míchigan (Estados Unidos). Es un sitio histórico del estado de Míchigan y está incluido en el Registro Nacional de Lugares Históricos . Construido en 1912 como hotel y centro recreativo, luego sirvió como palacio de justicia hasta 1976.

## Historia
El edificio fue construido en 1912. Inicialmente sirvió como centro de recreación y hotel, llamado "The Grand". A principios de 1916, Beulah ganó una elección para convertirse en la sede del condado de Benzie . El antiguo hotel se convirtió en un palacio de justicia; el primer piso se convirtió en oficinas del condado y el segundo piso se convirtió en sala de audiencias y residencia del alguacil. La cárcel, apodada "The County Root Cellar", era una simple caja de hormigón conectada al extremo este del palacio de justicia. El palacio de justicia del condado se trasladó a la ubicación de Beulah el 1 de junio de 1916.
El palacio de justicia se sometió a amplias renovaciones desde 1936 hasta 1938. El condado de Benzie alquiló el edificio hasta 1942 cuando compró el palacio de justicia de Beulah por alrededor de 3000 dólares. Para 1975, el condado había recaudado 615 000 dólares a través del reparto de ingresos federales y la venta de una granja para construir un nuevo palacio de justicia. construcción de las nuevas instalaciones comenzó en enero de 1975, y el palacio de justicia se mudó del edificio histórico en 1976. Desde su descontinuación como palacio de justicia, el edificio ha cumplido varios roles e inquilinos, incluidas tiendas, restaurantes, una posada y condominios. El edificio fue designado Sitio Histórico del Estado de Míchigan el 16 de febrero de 1989 y se incluyó en el Registro Nacional de Lugares Históricos el 3 de junio de 1996.

## Arquitectura
El palacio de justicia presenta elementos de la arquitectura Mission Revival y Spanish Colonial Revival . El edificio tiene una fachada de tablillas y tiene dos pisos de altura con un ático. La estructura presenta frontones flamencos a los lados y el frente ligeramente saliente. Un pórtico de dos pisos con columnas cuadradas se extiende a lo largo del frente del edificio.